# آستین کارلایل
آستین کارلایل (انگلیسی: Austin Carlile؛ زادهٔ ۲۷ سپتامبر ۱۹۸۷) یک موسیقی‌دان اهل ایالات متحده آمریکا است. وی از سال ۲۰۰۵ میلادی تاکنون مشغول فعالیت بوده‌است.